# Mistrzostwa Europy w Short Tracku 2023
26. edycja Mistrzostw Europy w Short Tracku odbyła się w Gdańsku w dniach 13–15 stycznia 2023. Organizatorem zawodów była Międzynarodowa Unia Łyżwiarska (ISU). Zawodnicy i zawodniczki rywalizowali w Hali Olivia.

## Klasyfikacja medalowa
Gospodarz (Polska)
| Lp.     | Reprezentacja | Złoto | Srebro | Brąz | Razem |
| 1.      | Holandia      | 6     | 3      | 1    | 10    |
| 2.      | Belgia        | 2     | 3      | 0    | 5     |
| 3.      | Włochy        | 1     | 1      | 3    | 5     |
| 4.      | Polska        | 0     | 1      | 1    | 2     |
| 4.      | Węgry         | 0     | 1      | 1    | 2     |
| 6.      | Łotwa         | 0     | 0      | 1    | 1     |
| 6.      | Niemcy        | 0     | 0      | 1    | 1     |
| 6.      | Turcja        | 0     | 0      | 1    | 1     |
| Łącznie | Łącznie       | 9     | 9      | 9    | 27    |

## Medaliści i medalistki

### Mężczyźni
| Konkurencja          | Złoto                                                                        | Czas     | Srebro                                                                                         | Czas     | Brąz                                                                       | Czas     |
| 500 metrów           | Pietro Sighel                                                                | 41,514   | Jens van ’t Wout                                                                               | 41,631   | Reinis Bērziņš                                                             | 41,915   |
| 1000 metrów          | Stijn Desmet                                                                 | 1:27,652 | Jens van ’t Wout                                                                               | 1:27,785 | Furkan Akar                                                                | 1:34,780 |
| 1500 metrów          | Jens van ’t Wout                                                             | 2:19,858 | Stijn Desmet                                                                                   | 2:19,876 | Friso Emons                                                                | 2:19,977 |
| Sztafeta 5000 metrów | Holandia Itzhak de Laat · Friso Emons · Jens van ’t Wout · Melle van ’t Wout | 7:19,783 | Włochy Mattia Antonioli · Tommaso Dotti · Thomas Nadalini · Pietro Sighel · Luca Spechenhauser | 7:24,210 | Polska Paweł Adamski · Łukasz Kuczyński · Michał Niewiński · Diané Sellier | 7:27,891 |

### Kobiety
| Konkurencja          | Złoto                                                                                                 | Czas     | Srebro                                                                            | Czas     | Brąz                                                                                                 | Czas     |
| 500 metrów           | Suzanne Schulting                                                                                     | 43,825   | Natalia Maliszewska                                                               | 43,938   | Arianna Valcepina                                                                                    | 44,011   |
| 1000 metrów          | Hanne Desmet                                                                                          | 1:32,443 | Suzanne Schulting                                                                 | 1:32,514 | Petra Jászapáti                                                                                      | 1:32,640 |
| 1500 metrów          | Suzanne Schulting                                                                                     | 2:32,756 | Hanne Desmet                                                                      | 2:32,781 | Anna Seidel                                                                                          | 2:32,884 |
| Sztafeta 3000 metrów | Holandia Selma Poutsma · Suzanne Schulting · Yara van Kerkhof · Xandra Velzeboer · Michelle Velzeboer | 4:13,118 | Węgry Sára Luca Bácskai · Petra Jászapáti · Zsófia Kónya · Rebeka Sziliczei-Német | 4:13,355 | Włochy Elisa Confortola · Gloria Ioriatti · Arianna Sighel · Arianna Valcepina · Nicole Botter Gomez | 4:13,407 |

### Konkurencje mieszane
| Konkurencja          | Złoto | Czas     | Srebro | Czas     | Brąz | Czas     |
| Sztafeta 2000 metrów | Holandia Itzhak de Laat · Suzanne Schulting · Jens van ’t Wout · Xandra Velzeboer · Selma Poutsma · Melle van ’t Wout | 2:43,870 | Belgia Tineke den Dulk · Hanne Desmet · Stijn Desmet · Ward Pétré · Alexandra Danneel · Adriaan Dewagtere | 2:43,920 | Włochy Thomas Nadalini · Arianna Sighel · Pietro Sighel · Arianna Valcepina · Elisa Confortola · Luca Spechenhauser | 2:44,117 |

## Wyniki reprezentantów Polski
Kobiety
| Zawodniczka | 500 | 1000 | 1500 | RL | MR   |
| Polska | —   | —    | —    | 4  | 8PEN |
| Natalia Maliszewska | 2   | 9    | –    | +  | +    |
| Nikola Mazur | 5   | –    | 7    | +  | –    |
| Kamila Stormowska | –   | 12   | 9    | +  | +    |
| Gabriela Topolska | 11  | 14   | 17   | +  | –    |
| 1. 2. 3. Finał A Finał B Półfinał Ćwierćfinał Bieg repasażowy Eliminacje RL – Sztafeta MR – Sztafeta mieszana DNF – Zawodniczka nie ukończyła biegu DNS – Zawodniczka nie pojawiła się na starcie biegu PEN – Zawodniczka otrzymała karę |     |      |      |    |      |

Mężczyźni
| Zawodnik | 500   | 1000 | 1500  | RL | MR   |
| Polska | —     | —    | —     | 3  | 8PEN |
| Paweł Adamski | –     | –    | 10    | +  | –    |
| Łukasz Kuczyński | 7     | 16   | –     | +  | +    |
| Michał Niewiński | 18    | 10   | 20PEN | +  | +    |
| Diané Sellier | 10PEN | 6    | 4     | +  | –    |
| 1. 2. 3. Finał A Finał B Półfinał Ćwierćfinał Bieg repasażowy Eliminacje RL – Sztafeta MR – Sztafeta mieszana DNF – Zawodnik nie ukończył biegu DNS – Zawodnik nie pojawił się na starcie biegu PEN – Zawodnik otrzymał karę |       |      |       |    |      |